# Louis François
Louis Vincent François (ur. 24 lipca 1906 w Lavaveix-les-Mines, zm. 15 listopada 1986 w Donnemarie-Dontilly) – francuski zapaśnik walczący w stylu klasycznym. Brązowy medalista olimpijski z Los Angeles 1932 w wadze koguciej.

## Letnie Igrzyska Olimpijskie 1932
| Konkurencja          | Rundy eliminacyjne      | Rundy eliminacyjne    | Rundy eliminacyjne | Rundy eliminacyjne       | Klas. końcowa |
| Konkurencja          | Przeciwnik I            | Przeciwnik II         | Przeciwnik III     | Przeciwnik IV            | Miejsce       |
| -------------------- | ----------------------- | --------------------- | ------------------ | ------------------------ | ------------- |
| 56 kg styl klasyczny | Herman Tuvesson (SWE) P | László Szekfű (HUN) Z | Bez walki Z        | Marcello Nizzola (ITA) Z | 3.            |